# 凱爾特堡寨

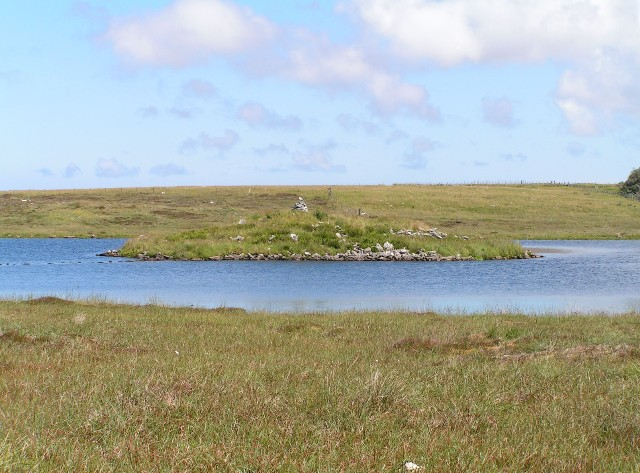
毀壞的凱爾特堡寨在路易斯島 Steinacleit湖中

凱爾特堡寨，Dun 是一個通用詞指稱古代或中世紀的要塞。它在不列顛群島主要用來描述一類丘陵要塞以及大西洋圓屋。詞語來自愛爾蘭語 dún 或是蘇格蘭蓋爾語 dùn (意即「要塞」)，而且與古威爾斯語 din 同樣是同源詞，威爾斯語 dinas (意即「城市」)也從此來。

在某些地區，凱爾特堡寨建於合適的懸崖或山丘上，特別是克萊德灣與福斯灣的南方。愛爾蘭西海岸有許多凱爾特堡寨，並以愛爾蘭神話著稱。好比，Táin Bó Flidhais 的故事讓 Dún Chiortáin 與 Dún Chaocháin 擁有特色。
凱爾特堡寨似乎在公元前7世紀左右與凱爾特人一起抵達。初期的凱爾特堡寨擁有近乎垂直的城牆，由石材與木材建成。玻璃化城牆是凱爾特堡寨的遺跡，其曾遭遇火災而使石頭融化，導致如此現象。直到中世紀，凱爾特堡寨在某些地方仍延續使用。
凱爾特堡寨與凱爾特堡壘頗為相似，但比它更小且較沒有能力支持非常高的結構。這類凱爾特堡寨的好範例可以在蘇格蘭的西部群島找到，其坐落於小湖中的人工島上。

## 地名
這個詞在原始意思下，出現於許多地名，也包含在各式各樣的防禦工事中，舉例來說，Din Eidyn，蓋爾語 Dùn Èideann，盎格魯-撒克遜人重新命名為愛丁堡，在愛爾蘭的 Dún na nGall (愛爾蘭語:外來人的堡壘)則由英國殖民者在阿爾斯特殖民時期重新命為 Donegal。
- 邓迪（Dundee）、鄧弗姆林（Dunfermline）、邓巴顿（Dunbarton）
- Donegal
- 但尼丁（Dunedin）
- 邓斯（Duns）
- Singidun
- 可能伦敦（London）也是

原始凱爾特語的詞彙是 *Dūno-, 進而形成希臘語 δοῦνον。它根本上與英語 town. 同源。蓋爾語語詞提供了法國和瑞士許多地名:
- Lyon < Lugudūnon
- Nevers < Nouiodūnon
- Olten < Ol(l)odūnonm
- Thun < Dūnon
- Verdun < Uerodūnon
- Yverdon < Eburodūnon